# Herbert III. od Meauxa
Grof Herbert III. Mlađi (vagy herbert IV, francuski: Héribert III le Jeune; 945./950. – 28. siječnja 995. ili 996.) bio je francuski plemić, grof Troyesa, Meauxa i Omoisa. Poznat je i kao Herbert II. ili Herbert IV., a bio je nazvan po svom stricu, grofu Herbertu od Omoisa.
Bio je sin grofa Roberta od Vermandoisa i njegove supruge, gospe Adelajde Burgundske te je naslijedio i oca i strica. Herbertova strina je bila bivša kraljica Francuske, Eadgifu. Herbert Mlađi je podupirao francuskog kralja Lotra. Nakon smrti Luja V., sina kralja Lotra, Herbert se pridružio svom bratiću, Odu I. od Bloisa.
Herbert je pokopan u opatiji Lagny-en-Mussien. Naslijedio ga je sin, Stjepan I. od Troyesa, kojeg je rodila nepoznata žena, a koji je umro bez djece.
| Prethodnik:            | Grof Omoisa | Nasljednik:           |
| Herbert III. od Omoisa | Grof Omoisa | Stjepan I. od Troyesa |